# NGC 7797
NGC 7797 este o galaxie situată în constelația Peștii. A fost descoperită în 6 decembrie 1790 de către William Herschel.